# الحزب الديمقراطي الاشتراكي
الحزب الديمقراطي الاشتراكي هو حزب سياسي مغربي أسسه المُنشق أحمد رضا اجديرة عن جبهة الدفاع عن المؤسسات الدستورية ووزير الخارجية آنذاك في 14 أبريل 1964.
ودافعت مديرية الأمن العام عن الحزب رغم أنها ذات أغلبية من حزب الأحرار المستقلين وهو حزبٌ سياسي يساري يُطالب بالدعوة لإصلاحات هيكلية بما في ذلك:
 لكن سُرعان ما أصبح الحزب غير نشط نتيجة حل البرلمان وإعلان حالة الطوارئ في يونيو 1965.
وكان من بين قادة الأحزاب المُهمينة أحمد أبا حنيني رئيس الحكومة وأحمد رضا اجديرة وزير الخارجية ومُستشار الملك الحسن الثاني والأمين العام للحزب. ومحمد الغزاوي وزير الصناعة والسياحة والصناعات اليدوية والمناجم والمدير العام للمكتب الشريف للفوسفات وأمين صندوق الحزب. وفضل الشرقاوي رئيس مجلس المُستشارين، وكذلك الوزيرين مولاي أحمد العلوي وإدريس السلاوي. وكانت صحيفة الوطن الوجه الإعلامي للحزب.